# Aristotelismus
Aristotelismus nennt man das Wissenschaftssystem, das aus dem Gedankengut des griechischen Philosophen Aristoteles entwickelt wurde. Seine Nachfolger werden als Aristoteliker oder Peripatetiker bezeichnet.

## Übersicht
Aristoteles markiert das Ende einer Generationen währenden Entwicklung philosophischen Denkens und war gleichzeitig Begründer einer neuen Tradition. Er führte die Denker seiner Zeit von den Höhen der platonischen Visionen in die fruchtbaren Niederungen der Erfahrungswissenschaft. Daher rühren wohl auch die widersprüchlichen Urteile über sein Werk in der Folgezeit. Seither studierten und interpretierten Gelehrte seine Arbeiten. Seine Aussagen wurden hochgeschätzt, aber auch missverstanden, mitunter verurteilt oder umgeformt. Aristoteles-Interpreten wirkten zunächst in Griechenland, dem griechischsprachigen Raum der hellenistischen Zeit, Rom und Nordafrika; später von Persien über Armenien, Syrien, Sizilien, Spanien bis zu den Britischen Inseln, schließlich befassten sich im Spätmittelalter Gelehrte in ganz Europa mit Aristoteles.
Der Hauptstrang der Aristoteles-Tradition war jahrhundertelang die griechischsprachige Linie im östlichen Mittelmeerraum; im 4. Jahrhundert n. Chr. entwickelte sich der lateinische Zweig, der im 9. und nochmals im 12. Jahrhundert in Italien eine neue Blüte erfuhr. Gleichfalls im 4. Jahrhundert entwickelten sich aus den Schulen in Athen und Alexandria fruchtbare Ableger in Syrien und Armenien. Aus dem syrischen Zweig wiederum erwuchs der islamischen Aufklärung im 9. Jahrhundert eine umfangreiche, meist arabischsprachige Tradition, in der neben Arabern auch Juden, Syrer, Perser, später auch Türken tätig waren. Im 12. Jahrhundert ging sowohl von Konstantinopel als auch von Spanien eine neue Welle aus, die das westliche Europa beeinflusste. Nach dem Fall von Konstantinopel (1453) kamen ein weiteres Mal griechischsprachige Fachleute – und Dokumente – in den Westen und beeinflussten die dortige Philosophie.

## Ausgangspunkte
Aristoteles ist bis heute prägend durch logische Methodik, empirische Prüfung überlieferter Meinungen und philosophisches Vokabular. Als erster formt er ein System der formalen Logik: er erarbeitet eine vollständige Theorie der Urteile und Schlussfolgerungen, der Definitionen und Beweise, der wissenschaftlichen Einteilungen und Methoden. Er „erfand“ die zehn Kategorien sowie vier Arten von Ursachen. Er stellte die Denkregeln der Identität, des Widerspruchs und des Ausschlusses fest und entwickelte den Syllogismus. Dieses System ist – auch wenn man später formale Mängel nachgewiesen hat – „ebenso bedeutsam wie bewundernswert“ (Egon Friedell).
Damit kann das Maß, in dem Aristoteles die Denkweise der westlichen Welt bis heute beeinflusst hat, kaum zu hoch eingeschätzt werden. Das kritische Hinterfragen von Doktrinen, das bereits die Sophisten ansatzweise in die Philosophie eingeführt hatten, wurde bei ihm zur Methode. Dabei sind nicht nur logische Schlüsse, sondern auch Erfahrungen hilfreich (Abkehr von der reinen Spekulation also, wie sie etwa von Parmenides überliefert ist). Während in seiner Erkenntnistheorie allgemeingültige Aussagen Vorrang vor Einzelerscheinungen haben sollen, stehen in seiner Metaphysik die Universalien hinter den Einzelobjekten zurück. Jene gelten sogar als überflüssig, da sie nur „Dopplungen“ der Realien darstellen. Da Gott (nicht „die Götter“!) die Zweckursache allen Handelns ist, muss sich die Welt immer weiterentwickeln – eine positivistische Religion. Die Seele ist die Form des Körpers, sein Lebensprinzip. Dieses geht mit ihm unter. Dem Geiste nach (nous, thyrathen) ist die Seele unsterblich. Nur als Lebensprinzip ist die Seele sterblich (Trennung vom Leib). Letzteres ist ohnehin offensichtlich.
Schließlich hatte seine Denkweise weitreichenden Einfluss über das Vokabular (in griechischer Originalform oder in lateinischen Ableitungen), das er geprägt hat. Neben Wortpaaren wie Energie und Potential, Materie und ihre Form, Substanz und Wesen, Quantität und Qualität, Genus und Spezies, Subjekt und Prädikat usw. stehen Prägungen wie Ursache (causa), Beziehung (relatio) oder Eigenschaft (Akzidenz).

## Antike
Die Lehre des Aristoteles übte auf seine Schule, den Peripatos, nach seinem Tode weit weniger Einfluss aus als Platons Lehre auf dessen Akademie. Aristoteles wurde keine Verehrung zuteil, die mit derjenigen Platons bei den Platonikern vergleichbar wäre. Dies bedeutete einerseits Kritikfähigkeit, Offenheit und Flexibilität, andererseits Mangel an inhaltlich begründetem Zusammenhalt: Aristoxenos schlug die Brücke zu pythagoräischen Lehren, Kritolaos kam der Vorsehungs-Lehre der Stoiker nahe, während Klearchos von Soloi bei der Seelenlehre eine Verbindung mit Platon anstrebte. Die Peripatetiker widmeten sich vor allem empirischer Naturforschung und befassten sich u. a. auch mit Ethik, Seelenlehre und Staatstheorie. Dabei kamen Aristoteles’ Schüler Theophrastos, sein Nachfolger als Leiter der Schule, und dessen Nachfolger Straton von Lampsakos zu teilweise anderen Ergebnissen als der Schulgründer. Nach Stratons Tod (270/268 v. Chr.) begann eine Periode des Niedergangs. Bereits zwei Generationen nach seinem Tod wurden die Lehren des Aristoteles weitgehend vernachlässigt und verblieben während der hellenistischen Zeit im Schatten der Stoiker, Epikureer und der Skeptiker.
Das Studium und die Kommentierung der Schriften des Aristoteles wurde im Peripatos anscheinend vernachlässigt, jedenfalls weit weniger eifrig betrieben als das Platonstudium in der konkurrierenden Akademie. Erst im ersten Jahrhundert v. Chr. sorgte Andronikos von Rhodos für eine verlässliche Zusammenstellung der „esoterischen“ Lehrschriften (Vorlesungen) des Aristoteles. Die Peripatetiker betrachteten die Lehrschriften als speziell für ihren internen Unterrichtsgebrauch bestimmt. Die für die Öffentlichkeit bestimmten „exoterischen“ Schriften, insbesondere die Dialoge, waren lange populär, gingen aber in der römischen Kaiserzeit verloren. Cicero hat sie noch gekannt und ihre Verbreitung stark gefördert.
Andronikos von Rhodos und Boethius versuchten, die Schriften zu den Lehren des Aristoteles zu systematisieren und – insbesondere gegen die Stoiker – zu verteidigen. Die erneute Hinwendung zu Aristoteles vollzog sich in sehr unterschiedlichen Formen (der Kommentar entwickelte sich später zur maßgebenden Form) und teils widersprechenden Lehrmeinungen. Aristoteles galt (noch) nicht als die Autorität, der man kritiklos zu folgen habe, sondern als ein Denker, dessen Ansichten und Schlussfolgerungen es wert sind, eingehend studiert zu werden. Nikolaos von Damaskus jedoch machte – in der Nachfolge des Andronicus – eine Aristoteles-Schule daraus.
In der römischen Kaiserzeit (erste Hälfte des zweiten Jahrhunderts n. Chr.) waren es Adrast von Aphrodisias und Aspasios, die grundlegende Kommentare zu den Kategorien schrieben; sie wurden noch drei Generationen später von Plotin und Porphyrios benutzt. Der Kommentar des Aspasios zur Ethik ist der älteste erhaltene Kommentar zu einem aristotelischen Text. Um die Wende zum dritten nachchristlichen Jahrhundert war der einflussreichste Repräsentant des Aristotelismus Alexander von Aphrodisias, der bald als der authentischste Vermittler des Aristoteles galt und gegen die Platoniker die Sterblichkeit der Seele vertrat. Alexander war allerdings nicht der erste, sondern eher der letzte authentische Interpret zu Aristoteles, denn nach ihm übernahmen die Neuplatoniker die weitere Kommentierung. Er hat keine eigenständige Position vertreten, sondern versuchte sehr loyal, die ursprünglichen Gedanken des Lehrers darzulegen, wobei er jegliche Kritik vermied und Widersprüche auszubügeln versuchte. So hatte etwa Aristoteles darauf bestanden, dass das Einzelobjekt allein „real“ sei, gleichwohl aber bekräftigt, dass das Allgemeine das Objekt unserer Erkenntnis sei. Alexander versuchte die Synthese mit der Aussage, die Einzelobjekte hätten Vorrang vor den Universalien, die ihrerseits „nur“ Abstraktionen seien, die lediglich im erkennenden Geist (subjektive) Existenzberechtigung hätten. Aus dieser Interpretation entstand – wesentlich später – die Einstufung des Aristoteles als „Vater des Nominalismus“.
Obwohl Aristoteles großen Wert auf die Widerlegung von Kernbestandteilen des Platonismus gelegt hatte, waren es gerade die Neuplatoniker, die in der Spätantike einen maßgeblichen Beitrag zur Erhaltung und Verbreitung seiner Hinterlassenschaft leisteten, indem sie seine Logik übernahmen, kommentierten und in ihr System integrierten. Sie wollten nicht Aristoteles’ Theorien um ihrer selbst willen wiederbeleben und bewahren, sondern Übereinstimmung zwischen Platon und Aristoteles herbeiführen und die Lehren des letzteren als Teil desselben Theoriegebäudes (des platonischen) interpretieren. Besonders die Kategorien spielten hierbei eine wichtige Rolle, denn diese – schwer verständliche – Schrift galt als grundlegende Einführung in die gesamte Philosophie. So nahm mit dem Aufstieg der Neuplatoniker die Zahl der Kommentare hierzu eher zu als ab. Eine besonders wichtige Rolle spielten dabei im 3. Jahrhundert n. Chr. Porphyrios (Schüler Plotins) und Iamblichos, im 5. Jahrhundert Proklos und schließlich als letzter im 6. Jahrhundert Simplikios, der bedeutende Aristoteleskommentare verfasste. Porphyrios verfasste mit der Isagoge eine wegweisende Einführung in die aristotelische Logik; diese diente später im Byzantinischen Reich, der arabischen Welt und im katholischen Westen als Standardwerk für Studienanfänger. Das bereits bei Alexander behandelte Dilemma des Vorrangs der Realien versuchte Porphyrios so zu lösen, dass er die Kategorien nicht als eine grundlegende Schrift zur Ontologie einstufte, sondern als Schrift über die Bedeutung der Erkenntnisobjekte für uns. Im 4. Jahrhundert schrieb Themistios Paraphrasen zu Werken des Aristoteles, die – speziell im westlichen Mittelmeerraum (lateinischer Zweig) – eine starke Nachwirkung erzielten. Er war unter den spätantiken Kommentatoren der einzige Aristoteliker; die anderen strebten eine Synthese platonischer und aristotelischer Auffassungen an.
Ein Philosophie-Schüler wie etwa Proklos hatte zunächst die Kategorien zu verarbeiten, dann folgten Logik, Ethik, Politik, Physik. Nach diesen nicht-theologischen Schriften kam das Studium der Metaphysik, mit der die aristotelischen Schriften abgeschlossen wurden. Erst wenn der Student mit dem Gottes-Konzept Aristoteles’ vertraut war, kamen die Dialoge Platons an die Reihe. Aristoteles war somit für die Neuplatoniker (ähnlich wie früher für die Stoiker) zwar unverzichtbar, jedoch nur methodologische Vorarbeit für Timaios und Parmenides. Im späten 5. Jahrhundert ging der Proklos-Schüler Ammonios nach Alexandria, das damals wesentlich liberaler war als Athen. Dort konnten christliche und heidnische Forscher gemeinsam leben und arbeiten.
Vom prominenten antiken Kirchenvater Johannes von Damaskus (der in den Westkirchen als Vollender der Lehre der Kirchenväter gilt) wurde Aristoteles sehr geschätzt. Johannes befasste sich besonders mit der Metaphysik und der Logik (Dialektik). Seine Schriften geben sehr genau die Lehre des Aristoteles wieder, wie Emil Dobler eingehend untersucht hat. Johannes lebte im islamischen Reich und wurde von einem italienisch-griechischen Mönch namens Kosma ausgebildet, mehr als 100 Jahre vor der ersten arabischen Aristotelesübersetzung. Er gilt als der erste Scholastiker. Sein Aristotelismus war die Grundlage des Aristotelismus in der Scholastik, besonders seine Ekdosis und Dialektik. Johannes von Damaskus war Spielkollege des späteren Kalifen Yazid I., in dessen Reich später das islamische Interesse an Aristoteles erwachte.
Einige platonisierende Kirchenväter schätzten Aristoteles gering, besonders die Dialektik. Sie unterstellten ihm, dass er das Weltall für ungeschaffen und unvergänglich hielt und die Unsterblichkeit der Seele bezweifelte (bzw. nach ihrem Verständnis bestritt). Allerdings wurden die Grundsätze der Isagoge des Porphyrios und die zehn Kategorien Aristoteles’ von Pseudo-Dionysius Areopagita mehr oder weniger offen genutzt und wurden so in der Folgezeit Bestandteil christlich-orthodoxer Theologie im gesamten Mittelmeerraum. Auch erwiesen sich die aristotelische Dialektik sowie Begriffe (wie Substanz, Wesen, Akzidens, Form und Stoff) als hilfreich bei der Formulierung von christlichen Dogmen, etwa der Beschreibung Gottes und zur Unterscheidung der drei Elemente der Trinität. Und von den drei Hypostasen (das Eine, der Geist und die Seele), die bei Plotin und Porphyrios auftauchten, war der Weg zur orthodoxen Trinitätslehre nicht mehr weit.
Ein positiveres Verhältnis zu Aristoteles hatten hingegen manche christliche Gnostiker und andere häretische Christen: Arianer (Aëtios, Eunomius), Monophysiten, Pelagianer und Nestorianer. Nestorianische Christen – ausgebildet in Athen bzw. Ägypten – machten in Syrien und Armenien Gelehrte mit Aristoteles vertraut; Syrer – monophysitische wie nestorianische – übersetzten das Organon in ihre Sprache und setzten sich intensiv damit auseinander.
Im 6. Jahrhundert war es besonders der Neuplatoniker Simplikios, der die Aristoteles-Tradition fortführte. Nachdem Justinian I. im Jahr 529 die heidnische (neuplatonische) Philosophieschule in Athen geschlossen hatte, ging Simplikios zusammen mit sechs anderen Philosophen nach Persien, da dem dortigen Herrscher Chosrau I. eine große Affinität zur griechischen Philosophie nachgesagt wurde (allerdings kehrten die sieben Philosophen bereits kurz danach in das Imperium zurück). Sein dort geschriebener Kommentar zu den Kategorien (und deren Kommentaren) vermittelt den besten und eingehenden Überblick über die Aristoteles-Rezeption in der Spätantike und hatte größten Einfluss. Etwa zur gleichen Zeit schrieb Johannes Philoponos Aristoteles-Kommentare, in denen er aber auch scharfe Kritik an der aristotelischen Kosmologie und Physik übte. Er war mit seiner Impetustheorie ein Vorläufer spätmittelalterlicher und frühneuzeitlicher Kritik an der aristotelischen Bewegungslehre.

## Mittelalter

### Naher Osten

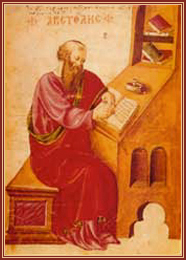
Mittelalterliche Darstellung des Aristoteles

Die religiösen und nationalen Bewegungen des 5. und 6. Jahrhunderts (insbesondere Nestorianer und Monophysiten) führten zu Neugründungen in Antiochia und Edessa, auch im Sassanidenreich. Diese überstanden die islamische Invasion nach 640 weitgehend unbeschadet, ja sie konnten in den folgenden Generationen ihren Einfluss noch steigern. So setzte im islamischen Raum die Wirkung der Werke des Aristoteles früh ein und war breiter und tiefer als in der Spätantike und im europäischen Früh- und Hochmittelalter. Zwar beschränkte sich die Anwendung zunächst weitgehend auf den Gebrauch der Logik bei theologischen Fragen, jedoch dominierte bald der Aristotelismus qualitativ und quantitativ gegenüber der übrigen antiken Tradition. Schon im 9. Jahrhundert waren die meisten Werke des Aristoteles – meist von syrischen Christen übersetzt – in arabischer Sprache verfügbar, ebenso antike Kommentare. Hinzu kam ein reichhaltiges unechtes (pseudo-aristotelisches) Schrifttum teilweise neuplatonischen Inhalts. Zu letzterem zählten Schriften wie die Theologie des Aristoteles und der Kalam fi mahd al-khair (Liber de causis). Als im 9. Jahrhundert der Kalif Al-Ma'mun in Bagdad das arabische Studienzentrum errichtete, waren syrische Christen maßgeblich beteiligt. (Noch vier Jahrhunderte später benutzte der Enzyklopädist Bar-Hebraeus – genannt Gregorius oder Abu al-Faraj – für seine umfassende Darstellung der aristotelischen Schriften die syrische Sprache seiner Vorgänger.)
Die aristotelischen Ideen waren von Anfang an mit neuplatonischen vermischt, und man glaubte – wie in der Spätantike – an eine Übereinstimmung der Lehren Platons und des Aristoteles. In diesem Sinne deuteten al-Kindī (9. Jahrhundert erstmals in arabischer Sprache) und al-Farabi (10. Jahrhundert) und die ihnen folgende spätere Tradition den Aristotelismus. Allerdings integrierten erst die folgenden Philosophen ibn Sina (Avicenna) und ibn Rušd (Averroes) aristotelisches Gedankengut wirklich in den Islam.
Bei ibn Sina trat im 11. Jahrhundert das neuplatonische Element noch stärker in den Vordergrund. Der Systematiker ibn Sina gestaltete aus Aristoteles’ Werk ein wesentlich geschlosseneres Gedankengebäude als jemals ein Denker zuvor. Einen relativ reinen Aristotelismus vertrat hingegen im 12. Jahrhundert in Spanien der Maure ibn Rušd (Averroes), der zahlreiche Kommentare schrieb und die aristotelische Philosophie gegen al-Ghazali verteidigte. Im Gegensatz zu den Denkern des Frühmittelalters war für ihn Philosophie – besonders die aristotelische – nicht nur ein methodologisches Hilfsmittel für theologische Erwägungen und Offenbarung. Vielmehr war in seiner Sicht Philosophie gleichbedeutend mit Wahrheit, Aristoteles das Muster des perfekten Denkers. Glauben und heilige Schrift (Koran) waren für einen Rationalisten wie Averroes bestenfalls zweitrangig.
Während des gesamten Mittelalters beschäftigten sich auch Juden mit Aristoteles, vorwiegend in der großen jüdischen Gemeinde in Ägypten, Israel, Mesopotamien, in Nordafrika und in Spanien. Die jüdischen Philosophen Saadia Gaon und Abraham ibn Daud integrieren den Aristotelismus, vermischt mit Neuplatonismus, in die Jüdische Philosophie, als Reaktion auf den islamischen Kalām. Von Saadia Gaon bis hin zu Maimonides erscheint die aristotelische Philosophie dann in immer vortretenderer Form und wird mit der Tradition des Judentums integriert. Das Hauptproblem für diese Philosophen war das Verhältnis zwischen Philosophie und Judaismus. Besonders bekannt wurden das Buch der Glaubensartikel und Dogmen (Emunot we-Deot) von Saadia Gaon und der Führer der Unschlüssigen von Maimonides, der Grundlagen für die Philosophie des Thomas von Aquin legte, sowie die philosophischen (und astronomischen) Schriften des Levi ben Gershon und des Abraham ibn Daud. Isaak ben Salomon Israeli und Solomon ibn Gabirol (Avicebron) blieben hauptsächlich Neuplatoniker.

### Byzantinisches Reich
Im Byzantinischen Reich des Frühmittelalters wurde Aristoteles vergleichsweise wenig beachtet. Sein Einfluss machte sich vorwiegend indirekt geltend, nämlich über die meist neuplatonisch gesinnten spätantiken Autoren, die Teile seiner Lehre übernommen hatten. Daher war – wie oben dargestellt – Vermischung mit neuplatonischem Gedankengut von vornherein gegeben. Bei Johannes von Damaskus, einem Kirchenlehrer des 8. Jahrhunderts, tritt allerdings die aristotelische Komponente deutlich hervor. Die byzantinische Renaissance des 9. Jahrhunderts führte dann auch zu neuem Interesse an Aristoteles: Photios I., Patriarch von Konstantinopel, führte in seiner Enzyklopädie die Grundzüge der aristotelischen Logik auf. Im 11. und 12. Jahrhundert kam es in Byzanz zu einer Wiederbelebung des Interesses an aristotelischer Philosophie: Michael Psellos, Johannes Italos und dessen Schüler Eustratios von Nikaia (beide wegen Häresie verurteilt) sowie der primär philologisch orientierte Michael von Ephesos schrieben Kommentare. Dieses Mal beschränkte sich das Interesse nicht auf die Logik; vielmehr wurde an der neu eröffneten Akademie in Byzanz sein gesamtes Werk diskutiert und gelehrt, so etwa seine Politik, die Ethik und die Biologie. Die Kaisertochter Anna Komnena förderte diese Bestrebungen.

### Abendland
Im lateinischen Mittelalter war zunächst seit der karolingischen Renaissance bis ins 12. Jahrhundert nur ein kleiner Teil des Gesamtwerks des Aristoteles verbreitet, nämlich zwei der logischen Schriften (Kategorien und De interpretatione), die Boethius im frühen 6. Jahrhundert übersetzt und kommentiert hatte, zusammen mit der Einleitung (der Isagoge) des Porphyrios zur Kategorienlehre. Dieses Schrifttum, später als Logica vetus bezeichnet, bildete die Grundlage des Logikunterrichts. Dialektik wurde als wichtiges Hilfsmittel gesehen und genutzt bei Problemen wie der Trinität, der Wandlung bei der Eucharistie, aber auch Individualität und Universalien. Besonders Abaelard hielt Philosophie für ein wirksames Mittel, die Wahrheit zu erhellen. Damit wagte er sich allerdings – ähnlich wie ibn Rušd – etwas zu weit vor, denn nach herrschender Meinung durfte die Wahrheit ausschließlich aus Glaubensüberzeugung kommen.
Die enge Begrenzung auf die wenigen Logikschriften änderte sich mit der großen Übersetzungsbewegung des 12. und 13. Jahrhunderts. Nach der Rückeroberung Toledos 1085 durch die Christen konnten diese die dortige islamisch-jüdisch-christliche Übersetzerschule nutzen. Durch Vermittlung der sarazenisch beeinflussten Schule in Salerno begann man sich an der Wende zum 13. Jahrhundert auch für naturwissenschaftliche Schriften und die Metaphysik zu interessieren. Im 12. Jahrhundert wurden die bisher fehlenden logischen Schriften (Analytiken, Topik, Sophistici elenchi) durch Jakob von Venedig in lateinischer Sprache verfügbar; sie machten die Logica nova aus. Dann kamen eines nach dem anderen fast alle restlichen Werke hinzu (teils erst im 13. Jahrhundert): Robert Grosseteste mit der Nikomachischen Ethik, Vom Himmel sowie Wilhelm von Moerbeke – beide mit qualitativ erheblich verbesserten Übersetzungen bzw. Revisionen. Die meisten Schriften wurden mehrmals ins Lateinische übertragen; entweder aus dem Arabischen oder – häufiger und früher – aus dem Griechischen. In Toledo war Gerhard von Cremona tätig, Michael Scotus übersetzte Aristoteleskommentare des Averroes aus dem Arabischen. Sie wurden eifrig benutzt, was in der zweiten Hälfte des 13. Jahrhunderts zur Entstehung des lateinischen Averroismus führte, der ein für damalige Verhältnisse relativ konsequenter Aristotelismus war (besonders bei Siger von Brabant, der – obwohl wegen Häresie rechtswirksam verurteilt – von dem Aristoteliker Dante im Paradies platziert wurde). Radikale Aristoteliker bzw. Averroisten verbreiteten die 1277 vom Pariser Bischof verbotene Lehre, dass der Weltenlauf sich alle 36.000 (40 mal 900) Jahre wiederhole. In England waren besonders Robert Grosseteste und Roger Bacon als Kommentatoren naturwissenschaftlicher Schriften aktiv.
Die „heidnischen“ Philosophien des Aristoteles und der Araber sowie der Averroismus, vor allem die Thesen von der Ewigkeit der Welt und der absoluten Gültigkeit der Naturgesetze (Ausschluss von Wundern), lösten Befürchtungen aus, die kirchlichen Lehren würden in Frage gestellt. In der Folge kam es 1210, 1215, 1231 und 1245 sowie 1270 und zuletzt am 7. März 1277 durch Bischof Étienne Tempier von Paris zu kirchlichen Verurteilungen von so genannten „Irrtümern“ der aristotelischen Lehren. Sie richteten sich insbesondere gegen die naturphilosophischen Schriften bzw. gegen einzelne Thesen, konnten den Siegeszug des Aristotelismus aber nur vorübergehend hemmen. Im Gegenteil: sie machten neugierig und lösten umso eingehendere Studien und Diskussionen aus.
Im Lauf des 13. Jahrhunderts wurden Aristoteles’ Schriften als Standardlehrbücher zur Grundlage der an den Universitäten (in der Fakultät der Freien Künste) betriebenen scholastischen Wissenschaft; 1255 wurden seine Logik, Naturphilosophie und Ethik an dieser Fakultät der Pariser Universität als Lehrstoff vorgeschrieben. Die Führungsrolle kam der Pariser und der Oxforder Universität zu. Wegweisend waren die Aristoteleskommentare des Albertus Magnus – obwohl dieser als Dominikaner auf die Verteidigung von Glauben und reiner Lehre besonders verpflichtet war. Er nutzte auch arabische Quellen, um die aristotelische Naturphilosophie möglichst allen westlichen Gelehrten zugänglich zu machen. Das Verfassen von Aristoteleskommentaren wurde eine Hauptbeschäftigung der Magister, und viele von ihnen hielten die kommentierten Lehrbücher für praktisch irrtumsfrei. Besonders intensiv studierte man neben der aristotelischen Methodik die Wissenschaftstheorie, um sie als Basis für ein hierarchisch geordnetes System der Wissenschaften zu verwenden. Aristoteles wurde „der Philosoph“ schlechthin: mit Philosophus (ohne Zusatz) war immer nur er gemeint, mit Commentator Averroes. Vor allem in der Erkenntnistheorie und Anthropologie vertraten Anhänger der platonisch beeinflussten Lehren des Augustinus Gegenpositionen, besonders Franziskaner („Franziskanerschule“). Schließlich setzte sich das von dem Dominikaner Thomas von Aquin abgewandelte und weiterentwickelte aristotelische Lehrsystem (Thomismus) durch, zunächst in seinem Orden und später in der gesamten Kirche. Thomas hatte durch sehr sorgfältiges Studium die original aristotelischen Gedanken herauszupräparieren gesucht. Allerdings nahm er sich beträchtliche Freiheiten heraus, wenn er es für nötig hielt: bei Fragen, die Aristoteles offen gelassen hatte oder wenn er selbst Kompromisse schließen musste. So etwa bei der (alten) Frage, ob die Seele unsterblich sei. In derartigen Fällen näherte er sich dem Kirchenvater Augustin oder sogar den Neuplatonikern oder auch Avicenna an.
Die Auseinandersetzungen um die Verbote führten bald zu einer Spaltung der „Philosophie“: an der theologischen Fakultät wurde von nun an „die Wahrheit“ gelehrt, an der Fakultät der Freien Künste dagegen „die Philosophie“. Es existierten somit zwei Arten von Wahrheit nebeneinander: die geoffenbarte Glaubenswahrheit und die Wahrheit der Logik; analog gab es zwei verschiedene Denker namens Aristoteles: der des Averroes und der des Thomas von Aquin.
Unabhängig von diesen Entwicklungen schrieb man weiterhin gewisse neuplatonische Schriften – zu Unrecht – dem Aristoteles zu, wodurch das Gesamtbild seiner Philosophie verfälscht wurde.
Auch im 14. Jahrhundert hatten die verschiedenen Schulen der scholastischen Philosophie eine gemeinsame Basis in Aristoteles, wenn sie ihn auch unterschiedlich interpretierten. Nicht nur der Thomismus, sondern auch die Lehren eines Duns Scotus oder eines William Ockham waren ohne Berufung auf grundlegende Lehrsätze des Aristoteles nicht möglich. In dieser Phase des erwachenden Rationalismus in Europa war die averroistische Variante des Aristotelismus besonders attraktiv. Es folgten Überlegungen in Politik, die Macchiavelli vorwegnahmen, sozialpolitische Forderungen eines Johann von Jandun oder Marsilius von Padua. Die Mertonianer in Oxford sowie – in Frankreich – Jean Buridan oder Nikolaus von Oresme unternahmen die ersten Versuche, von Empirie zu mathematischer Darstellungsform zu gelangen, das mittelalterliche Konzept der Qualität durch Quantitäten zu ersetzen. (Diesen Schritt vollzogen allerdings erst die Aristoteles-Gegner Galileo Galilei und Isaac Newton.) Immerhin wurde mit Überlegungen zu Fallgeschwindigkeit und Beschleunigung die Basis für erstmalige kritische Beschäftigung mit dem Aristotelismus gelegt. Bei den Auseinandersetzungen zwischen Tradition und Empirie wurde die Tradition oft an Aristoteles festgemacht. Mit der zunehmenden Wertschätzung neuer, überprüfbarer empirischer Ergebnisse verband sich manchmal die Polemik, andersdenkenden Forschern übertriebenes Festhalten an der Tradition (als Grund für deren von der eigenen Position abweichende Meinungen) zu unterstellen. Galilei trat dann als „Aristoteles-Gegner“ auf, obwohl er – gegen Johannes Kepler – an der Kreisbahn der himmlischen Planeten festhielt.

## Neuzeit
Im 15. Jahrhundert verlagerte sich der Schwerpunkt der Beschäftigung mit Aristoteles von Paris und Oxford nach Italien. In der Renaissance fertigten Humanisten neue, viel leichter lesbare Aristotelesübersetzungen ins Lateinische an, und man begann auch die griechischen Originaltexte zu lesen. In diesem Zusammenhang wurden Griechen, die aus Kleinasien geflüchtet waren, zu wichtigen Manuskriptlieferanten und Übersetzern, etwa Bessarion. Auch Leonardo Bruni und Lorenzo Valla importierten griechische Handschriften. Der in Venedig tätige Verleger Aldo Manutio druckte kurz vor 1500 nahezu sämtliche dem Aristoteles zugeschriebenen Schriften, und zwar in der griechischen Originalsprache. Das Erscheinen von Neuübersetzungen aus dem Griechischen, Hebräischen und Arabischen von Aristoteles- wie auch von Averroes-Kommentaren erlaubte erstmals kritische Textvergleiche. Es kam zu heftigem Streit zwischen Platonikern und Aristotelikern, wobei die beteiligten Humanisten mehrheitlich zu Platon neigten. Es gab in der Renaissance aber auch bedeutende Aristoteliker wie Pietro Pomponazzi (1462–1525) und Jacopo Zabarella (1533–1589), und es entstanden damals im Abendland mehr Aristoteleskommentare als während des gesamten Mittelalters, die je nach Tendenz eingeteilt werden können in die Gruppen alexandristisch, averroistisch oder thomistisch. Wie im Mittelalter herrschte auch noch bei vielen Renaissance-Gelehrten das Bestreben vor, platonische und aristotelische Standpunkte untereinander und mit der katholischen Theologie und Anthropologie zu versöhnen. Seit dem 15. Jahrhundert war es aber möglich, dank des besseren Zugangs zu den Quellen das Ausmaß der fundamentalen Gegensätze zwischen Platonismus, Aristotelismus und Katholizismus besser zu verstehen. Bei der Vermittlung dieser Erkenntnisse spielte der byzantinische Philosoph Georgios Gemistos Plethon eine wichtige Rolle. Unabhängig davon herrschte der (neu)scholastische Aristotelismus, der die mittelalterliche Tradition fortsetzte, mit seiner Methode und Terminologie an Schulen und Universitäten noch bis weit in die Neuzeit.
Dies war auch in den lutherischen Gebieten der Fall, obwohl Luther den Aristotelismus der Spätscholastik ablehnte. Grund hierfür war, dass Philipp Melanchthons Bildungsreform den Studenten einen Lehrer der Philosophie, hier besonders der Logik und der Ethik, vorstellte – unabhängig von theologischen Bedenken. Melanchthon propagierte Aristoteles nicht deswegen, weil er dessen Lehren für wahr hielt, sondern seine Methoden für richtig erachtete, ähnlich äußerte sich Augustinus Niphus.
Francis Bacon (obwohl ein Gegner der verkrusteten Spätscholastik) stützte seine Methodologie auf Aristoteles, William Harvey hielt Vorlesungen über aristotelische Biologie. Gottfried Wilhelm Leibniz bewunderte Aristoteles’ Logik, seine Monadenlehre leitete sich von aristotelischen Überlegungen zu Stoff und Form ab. In der Gegenreformation wurde das durch Thomas von Aquin von Aristoteles weiterentwickelte Lehrsystem maßgebend für katholische Forscher.
Im sechzehnten Jahrhundert unternahmen Bernardino Telesio und Giordano Bruno Frontalangriffe auf den Aristotelismus, und Petrus Ramus trat für eine nichtaristotelische Logik ein (Ramismus). Bereits Giovanni Battista Benedetti widerlegte 1554 in seinem Werk Demonstratio proportionum motuum localium contra Aristotilem et omnes philosophos in einem simplen Gedankenexperiment die aristotelische Annahme, dass Körper im freien Fall umso schneller fallen, je schwerer sie sind: Zwei gleiche Kugeln, die durch eine (masselose) Stange fest verbunden werden, fallen mit derselben Geschwindigkeit wie jede der beiden Kugeln allein.
In der Astronomie wollte Nikolaus Kopernikus 1543 von dem Postulat kreisförmiger Planetenbahnen nicht abrücken. 1572 erschütterte Tycho Brahe mit seinen Beobachtungen der Supernova im Sternbild Kassiopeia die aristotelische Annahme der Unveränderbarkeit der Himmelssphäre. Und beim Kometen von 1577 erkannte er durch Messung der Parallaxe, dass dieser kein Photometeor in der Erdatmosphäre war (wie bei Aristoteles postuliert), sondern ein Gebilde weit jenseits der Mondbahn.
Aber erst seit dem 17. Jahrhundert verdrängte ein neues Wissenschaftsverständnis langsam die aristotelisch-scholastische Tradition. In der Physik leitete Galileo Galilei mit der Neudefinition von Bewegung und Beschleunigung mit seinem De motu antiquiora genannten Manuskript, seinen nachvollziehbaren Experimenten und astronomischen Beobachtungen den Umschwung ein. Die von Johannes Kepler beobachtete Supernova 1604 bestätigte Brahes Beobachtungen über die Veränderlichkeit des Fixsternhimmels. 1647 wurde die von Aristoteles aufgestellte Hypothese des Horror vacui von Blaise Pascal widerlegt. Erst in dem Buch Philosophiae Naturalis Principia Mathematica (1687) von Isaac Newton wurde mit dem Trägheitsprinzip ein neues Fundament der klassischen Mechanik errichtet, das die aristotelischen Annahmen ad absurdum führte, und gleichzeitig der Gültigkeitsbereich von Naturgesetzen über den sublunaren Bereich hinaus ausgedehnt, und darüber hinaus wurde damit auch die aus der aristotelischen Bewegungslehre hervorgegangene Impetustheorie abgelöst.
In der Biologie und der Ernährungslehre konnten sich aristotelische Auffassungen noch bis ins 18. Jahrhundert halten.
Sehr stark und anhaltend war die Nachwirkung der Poetik des Aristoteles, insbesondere seiner Tragödientheorie. Sie prägte Theorie und Praxis des Theaters während der gesamten Frühen Neuzeit, abgesehen von manchen gewichtigen Ausnahmen besonders in Spanien und England (Shakespeare). Die Poetik lag seit 1278 in lateinischer Übersetzung vor, 1498 und 1536 erschienen humanistische Übersetzungen. Auf ihr fußte die Poetik des Julius Caesar Scaliger (1561), die Dichtungslehre von Martin Opitz (1624), die französische Theaterlehre des 17. Jahrhunderts (doctrine classique) und schließlich die von Johann Christoph Gottsched geforderte Regelkunst (Critische Dichtkunst, 1730).
Im 19. Jahrhundert begann die moderne Aristotelesforschung mit der Aristoteles-Gesamtausgabe der Berliner Akademie, die Immanuel Bekker ab 1831 besorgte. Nach ihren Seiten- und Zeilenzahlen wird Aristoteles noch heute zitiert.
Auf die Philosophie des 20. Jahrhunderts wirkte Aristoteles zwar nicht mit seinem Wissenschaftssystem ein, aber sie entnahm seinem Werk einzelne Anregungen, besonders auf ontologischem und ethischem Gebiet sowie hinsichtlich der Unterscheidung von praktischer und theoretischer Vernunft und Wissenschaft. Gerade im Bereich der Tugendethik, der Unternehmensethik sowie im Bereich der politischen Philosophie und der Biophilosophie erstarkt in den letzten Jahren der aristotelische Einfluss erneut. Moderne Philosophen, die sich explizit auf Aristoteles berufen, sind u. a. Philippa Foot, Martha Nussbaum und Alasdair MacIntyre.